# Jacksons Bergastrild
Jacksons Bergastrild (Cryptospiza jacksoni) ist eine verhältnismäßig wenig erforschte afrikanische Art aus der Familie der Prachtfinken. Es werden keine Unterarten für diese Art unterschieden.

## Beschreibung
Jacksons Bergastrild erreicht eine Körperlänge von zwölf Zentimeter. Die Stirn, der vordere und mittlere Scheitel sowie die Kopfseiten bis zur Ohrgegend sind bei den Männchen karminrot. Der Hinterkopf, der Nacken sowie der Hals sind dagegen dunkel schiefergrau. Der Rücken, der Bürzel und die Oberschwanzdecken sind karminrot. Karminrote Außensäume finden sich auch an den ansonsten schwarzen Flügeldeckfedern und inneren Armschwingen. Die Körperunterseite ist ebenfalls dunkel schiefergrau, wobei die Kehle etwas aufgehellt ist. An den hinteren Flanken findet sich jeweils ein karmesinroter Fleck.
Von anderen Berastrilden unterscheidet sich der Jacksons Bergastrild durch seinen grauen Kopf und seine graue Körperunterseite. Beim Schiefergrauen Astrild ist das rote Körpergefieder auf die Flanken und den Bürzel begrenzt. Diese Art hat außerdem kleine weiße Flecken auf den Brustseiten.

## Verbreitung und Lebensweise

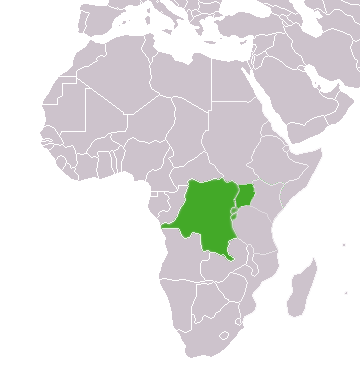
Länder, in denen die Art vorkommt (grün)

Das Verbreitungsgebiet von Jacksons Bergastrild beschränkt sich ähnlich wie bei Shelleys Bergastrild auf die Bergwälder im Westlichen Rift. Seine Höhenverbreitung reicht von 1.500 bis 3.200 Metern. Stellenweise ist er in seinem Verbreitungsgebiet häufig. Ähnlich wie bei Reichenows Bergastrild ist sein Lebensraum dichtes Unterholz von Bergwäldern. Er geht auch auf mit Gras und Unkraut bewachsene Lichtungen, um dort nach Samen zu suchen. Während der Nahrungssuche hält er sich überwiegend auf dem Boden auf. Es sind scheue Vogel, die bei einer Störung sofort Schutz in nahen Dickichten suchen.
Die Nahrung des Jacksons Bergastrild besteht überwiegend aus kleinen Sämereien, größtenteils aus Grassamen, aber auch Samen von Stauden wie Springkräutern und Greiskräutern sowie aus ausgefallenen Getreidekörnern wie Hirse und Mais. Er frisst auch Insekten und zwar vor allem kleine Käfer. Im Mageninhalt konnten außerdem kleine Schnecken nachgewiesen werden. Er kommt überwiegend paarweise oder kleinen Trupps von fünf bis sechs Individuen vor.
Bislang wurden nur zwei Nester von Jacksons Bergastrilden beschrieben. Beide Nester befanden sich 1,6 Meter oberhalb des Erdbodens und waren aus Graus und Moos beziehungsweise aus Gras, Federn und Tierhaaren gebaut. Das Gelege besteht aus zwei Eiern. Jacksons Bergastrilde können vermutlich ganzjährig zur Brut schreiten.

## Haltung
Jacksons Bergastrild wurde bislang nur ein einziges Mal nach Europa importiert. Im Herbst 1960 wurde ein Paar nach England und ein Männchen in die Schweiz eingeführt. Nach den Verhaltensbeobachtungen in Gefangenschaft gleicht die Balz der von Reichenows Bergastrild.

## Belege

### Einzelbelege
1. ↑   Fry et al., S. 279
2. ↑   Fry et al., S. 279
3. ↑   Nicolai et al., S. 102

## Weblink
- Cryptospiza jacksoni in der Roten Liste gefährdeter Arten der IUCN 2013.2. Eingestellt von: BirdLife International, 2012. Abgerufen am 5. Februar  2014.